# Verney Lovett Cameron
Verney Lovett Cameron (Weymouth, 1 de julio de 1844- Leighton Buzzard, 24 de marzo de 1894) fue un explorador británico del África Central y el primer europeo en cruzar (1875) el África ecuatorial de mar a mar.

## Biografía

### Primeros años
Fue hijo del reverendo Jonathan Lovett Cameron y de Frances Sapte. Ingresó en la Marina Real Británica en 1857, sirvió en la campaña de Abisinia de 1868 y trabajó durante un tiempo considerable en la represión de la trata de esclavos en África Oriental.

### Expedición a través de África
La experiencia obtenida lo llevó a ser seleccionado para comandar una expedición enviada por la Royal Geographical Society en 1873 para asistir a Livingstone. También recibió instrucciones de realizar las exploraciones que le indicara Livingstone. En enero de 1873, Cameron desembarcó en Zanzíbar y estuvo varias semanas organizando una caravana con doscientos porteadores para dirigirse al interior del continente africano. Se le unieron tres compañeros europeos, el cirujano naval William Edward Dillon, el teniente Cecil Murphy y Robert Moffat, sobrino de Livingstone. A finales de marzo de 1873 salieron de Bagamoyo, pero rápidamente sufrieron problemas de suministro por el elevado precio de los alimentos y deserciones entre los porteadores. Además, Moffat falleció en mayo. 
En octubre de 1873 llegaron a Kazeh y se encontraron con la caravana liderada por Chuma y Susi que portaba el cadáver de Livingstone. Dillon y Murphy regresaron para unirse a la tarea de devolver el cuerpo de Livingstone a la costa. Cameron continuó su marcha y llegó a Ujiji, en el lago Tanganica, en febrero de 1874, donde un mercader árabe le entregó los documentos personales de Livingstone, que Cameron devolvería a Gran Bretaña.
Cameron dedicó algún tiempo a determinar la verdadera forma de la parte sur del lago Tanganica y resolvió la cuestión de su desembocadura con el descubrimiento del río Lukuga; en la época de lluvias, el lago desagua en el Lukuga, que pertenece a la red hidrográfica del río Congo. 
Desde el lago Tanganica, se dirigió hacia el oeste, hasta Nyangwe, la ciudad árabe a orillas del río Lualaba que había visitado previamente Livingstone. Cameron creía, con razón, que este río era la corriente principal del Congo, y se esforzó por conseguir canoas para seguirlo, pero tuvo que abandonar el proyecto, aunque consigue demostrar que el Lualaba y el Nilo no son el mismo río. Tras rastrear la cuenca del Congo y la del Zambeze, sufriendo enfermedades y hamburna, Cameron y sus acompañantes llegaron  finalmente a Benguela, en la costa angoleña, el 7 de noviembre de 1875, siendo el primer europeo en cruzar el África ecuatorial de mar a mar. Recibió por ello la Medalla del Fundador de la Royal Geographical Society en 1876.
Sus viajes, publicados en 1877 bajo el título Across Africa [A través de África], presentaron sugerencias para la apertura del continente africano y trazan algunas de las ideas que guiarían el colonialismo británico, como la conexión entre Ciudad de El Cabo y El Cairo a través de los Grandes Lagos y la construcción de vías férreas desde Mombassa hacia el lago Tanganica y el lago Victoria. También es un alegato contra la trata de esclavos, de la que Cameron ha sido testigo directo, que propone sustituir por el comercio de mercancías: «Estoy convencido de que la apertura de auténticas vías de comunicación frenaría el comercio del hombre por el hombre, y de que con la instauración de un comercio legal se podría dar definitivamente por terminado ». 

### Últimos años

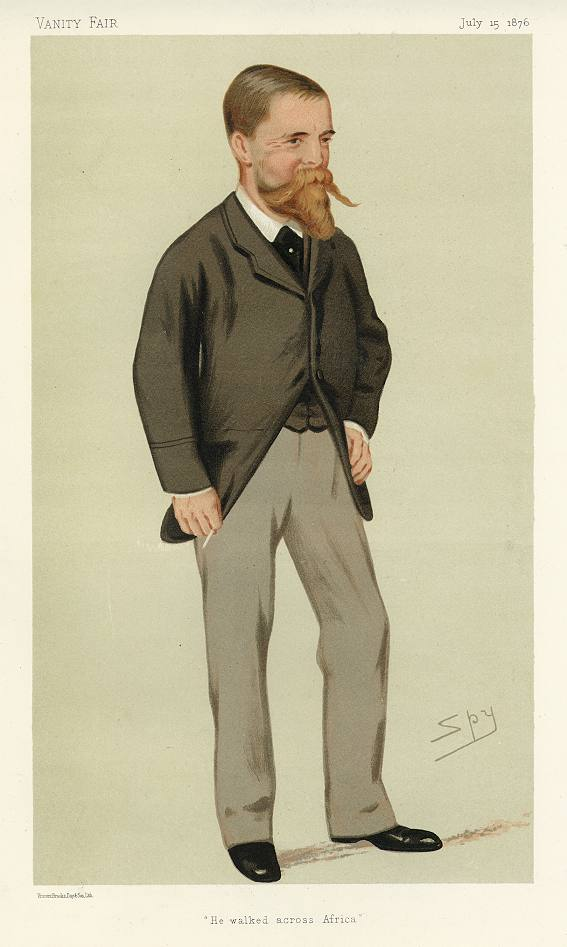
Caricatura de Cameron en la revista Vanity Fair, julio 1876

Posteriormente, Cameron se dedicó principalmente a proyectos para el desarrollo comercial de África, así como a la edición y la escritura. Su último trabajo fue la edición de la narrativa de aventuras del capitán James Choyce. 
Entre 1878 y 1879, Cameron visitó el valle del Éufrates en relación con la propuesta de un ferrocarril al Golfo Pérsico y acompañó a Richard Burton en su viaje al África Occidental en 1882. En la Costa de Oro, Cameron exploró la región de Tarkwa y coescribió con Burton To the Gold Coast for Gold [A la Costa de Oro por Oro]. En la década de 1880, publicó varios libros para niños, emulando a su cuñada, Lovett Cameron, quien escribía novela romántica.
Murió en 1894, cerca de Leighton Buzzard, al caerse de un caballo cuando regresaba de cazar.